# カラショーク
 カラショーク（ノルウェー語: Karasjok）またはカラショーカ（北部サーミ語: Kárášjohka）は、ノルウェーのフィンマルク県に属する基礎自治体。行政の中心はカラショーク村。面積は5,453平方キロメートル、人口は2,565人（2024年）。

## 基礎情報

### 地名
基礎自治体としての正式名称は、Karasjok kommune（ノルウェー語）、Kárášjoga gielda（北部サーミ語）。なおノルウェー語と北部サーミ語の名称を併記する際は「北部サーミ語 - ノルウェー語」の順番で表記しなければならない。
カラショークはサーミ語の「カラショーカ」のノルウェー名である。初めの部分の意味は分かっていないが、後ろの「ヨーカ」には川という意味がある。
1866年にキストラン（現 ポルサンゲル）から分かれた。1990年にカラショークからカラショーカ＝カラショークに改称され、サーミ名を入れた国内で3例目の基礎自治体となったが、2005年にカラショーク、カラショーカのどちらでもよいことになった。

### 紋章
現在の紋章は1986年6月27日に認可された。燃え上がる三つの炎は、サーミ人にとっての火の重要性を表す。炎は火をもたらし、厳しい冬の支えになるが、一方でテントや松林を焼く脅威でもある。3つという数字はこの地に住まうサーミ人、ノルウェー人、クヴェン人を表す。

## 地理

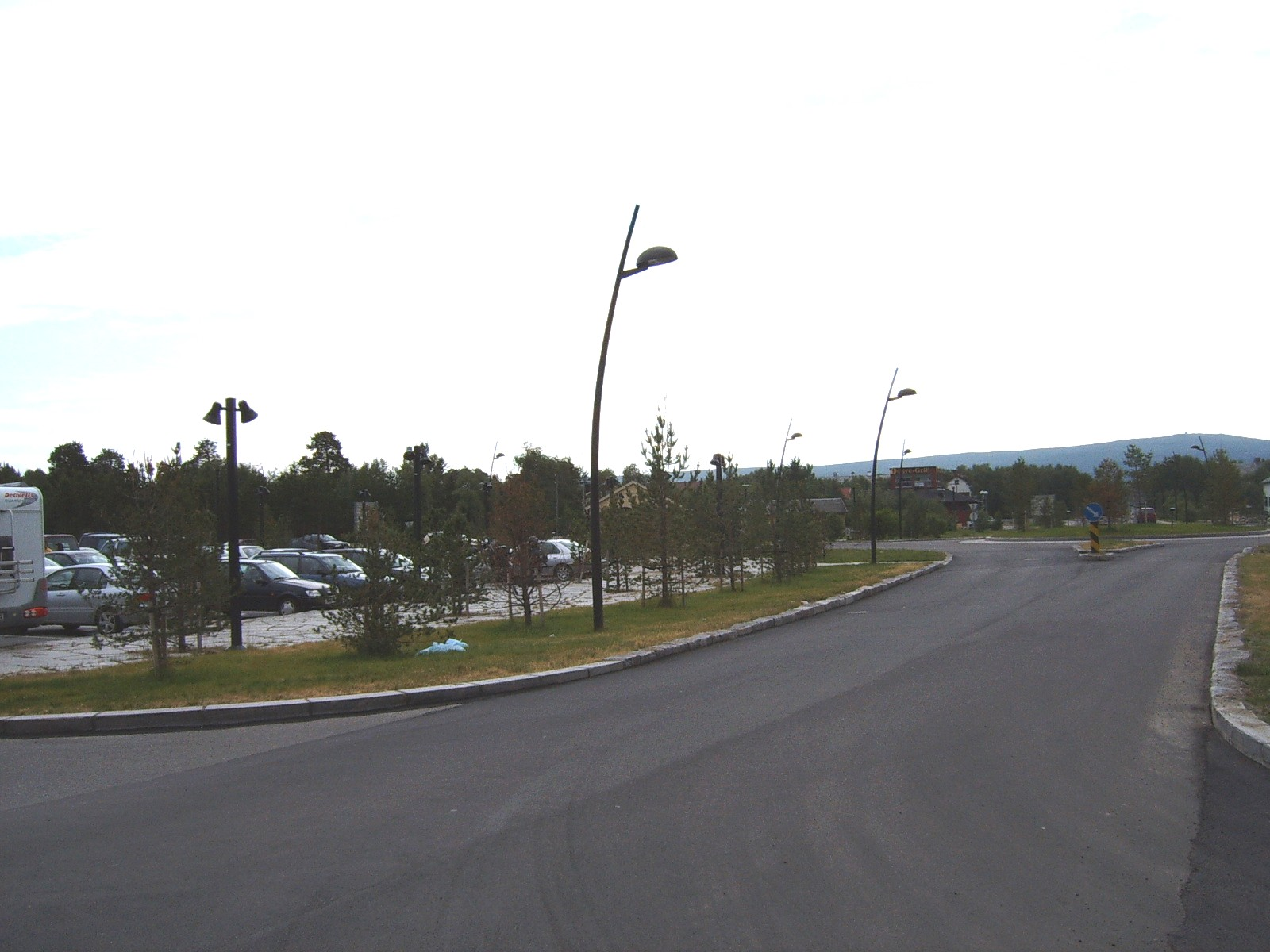
2005年7月のカラショーク村

ターナ川上流の盆地に位置し、ターナ川の支流であるアナリョーカ川やカラショーカ川が流れる。フィンマルク高原が大部分を占め、マツ林やカバ林が広がる。
フィンランド最北の村カリガスニエミと接し、ラクセルヴとターナとをむすぶ欧州ルート6号線が通る。最寄の空港はラクセルヴ空港。

### 気候
大陸性に近く比較的乾燥した、ノルウェー東北部特有の海岸性気候である。1886年1月1日には国内史上最低気温の-51.4℃を記録した。夏の史上最高気温は32.4℃である。1999年の1月にも公式記録こそ-51.2℃だったが、非公式には-56℃に達した地点もあった。月間平均気温の最高記録は1941年7月の17.9℃、最低記録は1966年2月の-27.1℃である。

### 鳥類
この地域特有の鳥類が見られ、内陸部の高原地帯にはオガワコマドリなどの低木林を好む鳥が多く棲む。ターナ川の上流部も渡り鳥のルートとなっている。

## 経済

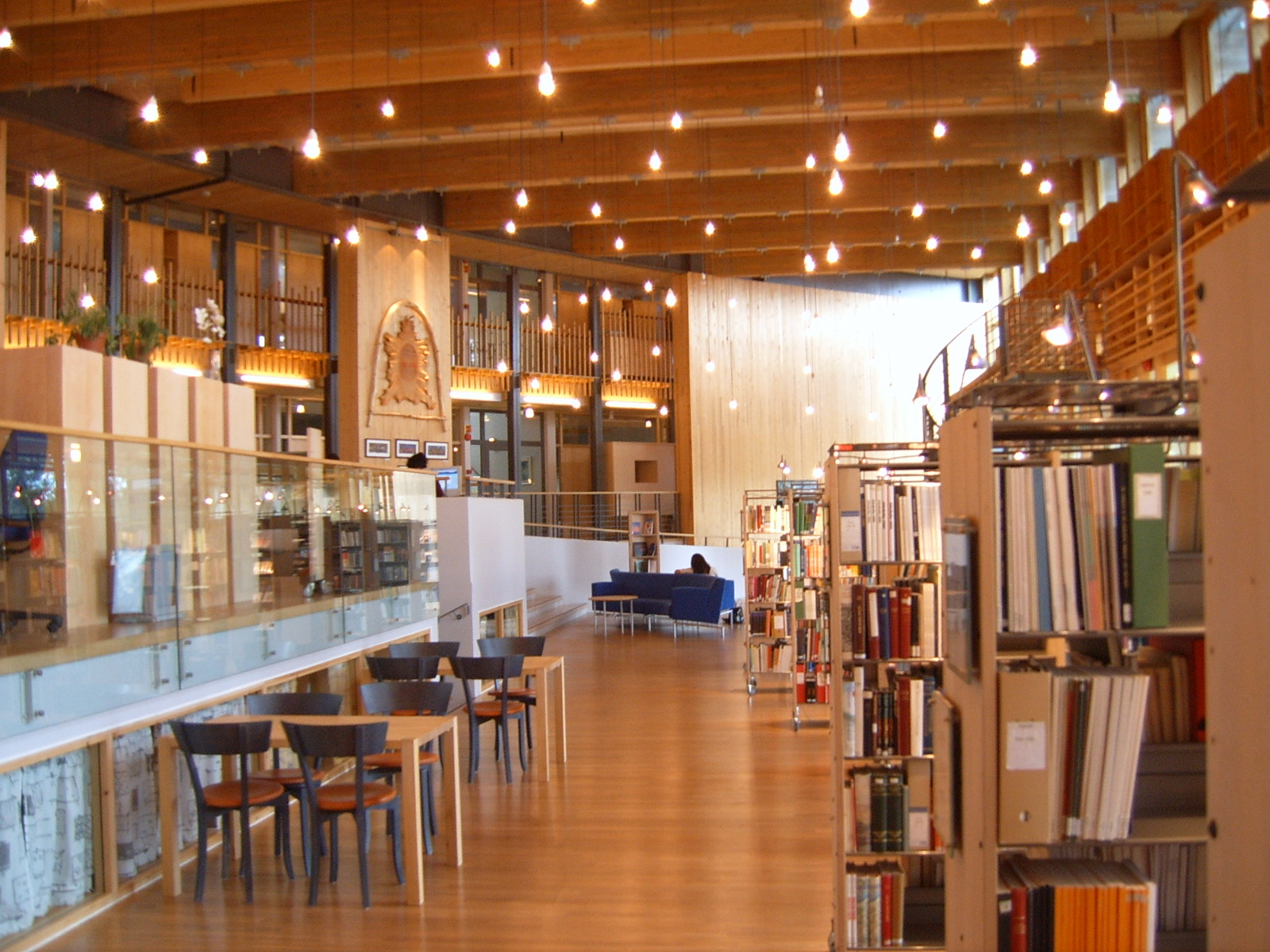
サーミ議会内部

人口のほとんどがカラショーク村に集中する。村にはサーミ議会やサーミ放送局、サーミ人による協会がいくつかある。住民の8割がサーミ語を話し、サーミ人とノルウェー人が平等に暮らす。

### 観光
サーミ議会、サーミ博物館、1807年に建てられた教会などが観光スポットになっている。議会は1989年に国王オーラヴ5世の命で設立され、カウトケイノ出身のオレ・ヘンリク・マガ（1947年 - ）が8年間にわたり初代議長を務めた。県内最古のルーテル派教会は唯一、第二次世界大戦での戦禍を免れた。木造で、サーミ様式になっている。サーミの伝統工芸品もつくられている。